# Joan Borràs Borràs
Joan Borràs Borràs (Bunyola, Mallorca, 1926 - 1983) fou un pintor mallorquí.
Començà a pintar als 18 anys. Participà en el "Concurso Provincial de Pintura" que es dugué a terme a les Galerías Danús amb una obra anomenada Algarrobo, on guanyà la tercera medalla. El 1950 exposà a les Galerías Quint i conegué Vicente Rincón, Puget y Cardona. Exposà en les col·lectives anuals d'aquestes galeries des de 1951 fins a 1957, juntament amb els citats artistes, Tito Cittadini, Ventosa y altres. El marxant català Sanfeliz feu seva la poca producció que va creant i el convidà a exposa a Madrid, Barcelona y Bilbao. Quan morí el seu pare es veié obligat a deixar la carrera artística per atendre el negoci familiar. L'any 1972, afeblit per una malaltia cardíaca, abandonà les seves activitats industrials i comercials per allunyar-se a la seva heretat de Bunyola, on tornà a la seva activitat artística. El 1973 exposà les seves obres al Cercle de Belles Arts de Palma.
Borràs tenia gran devoció per l'olivera mallorquina, per la qual cosa se l'arribà a conèixer com "es pintor de ses oliveres".

## Obres
Hi ha catalogades 192 obres al seu llibre Juan Borrás, entre les quals:
- Casa Rural (1947) (oli 46x38)
- Oliu - Sa Calobra (oli 81x65)
- Tronc (oli 46x38)
- Recó de Balafía (oli 73x54)
- Olius - Buyola (oli 73x60)
- Vita (oli 21x15)
- Casa de Santa María